# Preußenschlag

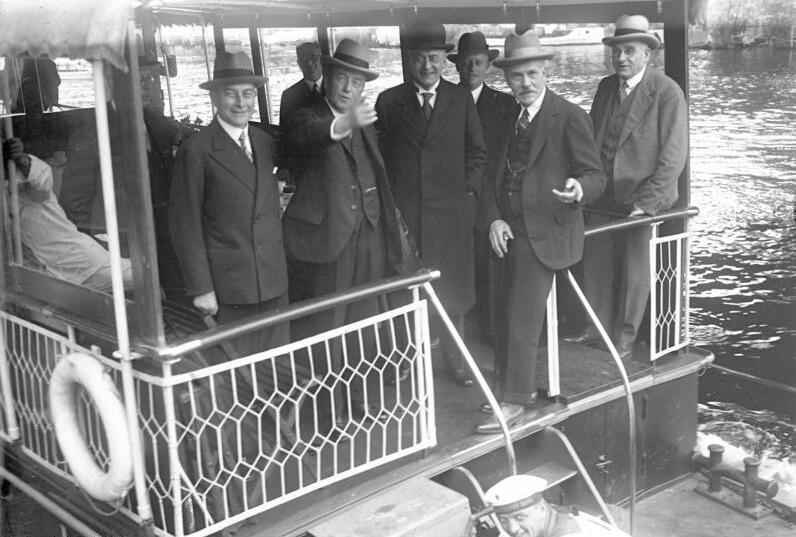
El juliol de 1931 polítics britànics van visitar Prússia. En la fotografia, d'esquerra a dreta: el Ministre d'Exteriors d'Alemanya Julius Curtius, Secretari Estranger britànic Arthur Henderson, Canceller alemany Heinrich Brüning, Primer ministre britànic James Ramsay MacDonald i (més tard acomiadat) Ministerpräsident de Prússia Otto Braun. La foto va ser feta durant una excursió de vaixell en el Wannsee, Berlín.

El Preußenschlag (cop prussià en alemany) de 1932 fou la presa de poder de l'Estat Lliure de Prússia, l'estat alemany més gran, pel Canceller Franz von Papen, utilitzant un decret d'emergència emès pel President Paul von Hindenburg sota Article 48 de la Constitució de Weimar, el 20 de juliol de 1932. Va ser un pas important per al final de la República de Weimar, permetent més endavant la nazificació d'Alemanya (Gleichschaltung) quan poc després Adolf Hitler va arribar al poder.
El pretext n'era un malestar violent en algunes àrees de Prússia i la incapacitat al·legada del govern de Prússia de gestionar la situació. El desencadenant fou l'«Altonaer Blutsonntag» («diumenge de sang d'Altona»), un intercanvi de trets entre les SA i els comunistes a Àltona el 17 de juliol de 1932, que va comportar 18 morts.
El més probable és que el govern prussià, encapçalat pel Ministre-President Otto Braun, amb autoritat sobre les forces de policia prussianes, era senzillament el darrer escull en els plans de von Papen per al control nacionalista.
El moviment va ser facilitat per la inestable situació del govern prussià. La coalició centre-esquerra dels socialdemòcrates, el Partit de Centre i els liberals del Partit Democràtic Alemany havien governat Prússia sense interrupció des del 1918, però havien perdut la seva majoria al Landtag (parlament estatal) a les eleccions de 1932. Tanmateix, sota la constitució prussiana, només es podia reemplaçar el govern si hi hi havia una majoria per a un govern alternatiu. Aquesta provisió, sabut com a «vot constructiu de no-confiança», va ser dissenyada per tal d'assegurar que un govern tingués el suport suficient per governar.
Els comunistes i els nacionalsocialistes tenien repartits la meitat dels escons, però no cooperaven ni entre ells ni amb altres partits. Així, cap govern alternatiu políticament realista era possible, i la coalició liderada per Braun podria romandre.
Tanmateix, von Papen tampoc no va tenir una majoria de suport al Reichstag. La seva única opció per governar-hi era a través de les provisions d'emergència de l'Article 48, i per això, via els decrets van fer emetre pel senil Hindenburg, sobre qui von Papen tenia una gran influència. El decret d'emergència de juliol 20 va fer fora Braun del govern i va declarar von Papen Reichskommissar (Comissari del Reich) per a Prússia, atorgant-li competències dels ministeris prussians, tot donant-li control directe sobre el govern prussià.
El decret va ser declarat parcialment anticonstitucional el 25 d'octubre de 1932, pel Tribunal Constitucional, però només pel que fa a l'existència formal del gabinet prussià. La transferència de poder a von Papen va ser mantinguda, mentre que el gabinet de Braun va poder retenir el dret de representar Prússia al Reichsrat.
Prússia quedava sota l'administració directa del govern federal fins a l'abril 1933. L'Acte d'Habilitació de 1933 va donar a Hitler el poder executiu d'activar la legislació (incloent lleis extraconstitucionals) sense el consentiment del Reichstag. Un dels primers actes legislatius de Hitler va ser dissoldre tots els parlaments estatals (excepte el de Prússia) i reemplaçar-los amb legislatures que foren constituïdes basat en els resultats de l'elecció federal –parcialment lliure– de març 1933. Prússia va ser exclosa d'aquesta mesura perquè havia tingut eleccions estatals al mateix temps, amb un resultat similar (una majoria nazi). Amb la prohibició dels partits comunistes i socialdemòcrates, els nazis van tenir majoria al parlament prussià, el qual va elegir Hermann Göring com a ministre-president. Tanmateix, sota el poder de Hitler els estats alemanys eren desposseïts de tots els poders genuïns i reduïts a meres províncies. Per tant, les atribucions de Göring eren pràcticament cerimonials.
L'estat de Prússia fou finalment dissolt pels Aliats després del final de la Segona Guerra Mundial.